# Los del Yerbal
Los del Yerbal es un grupo de canto popular y folclórico de la ciudad de Treinta y Tres, Uruguay. Toma su nombre del arroyo Yerbal Grande, en cuya confluencia con el río Olimar se encuentra la ciudad.

## Historia
El grupo se formó en 1964 en Treinta y Tres, capital del departamento homónimo, en Uruguay. Sus primeros integrantes fueron José I. Beraza, Darcy Freitas Batista, Sergio Vecino y Hugo Techera, en aquel entonces jóvenes estudiantes. 
Ganaron varios festivales regionales y actuaron en todo el país hasta que se radicaron en Montevideo por razones laborales y de estudio. A partir de ese momento el grupo se transforma en un trío integrado por Darcy Freitas, Eduardo Gutiérrez y Alberto Mariano «Beto» Díaz.
En 1979, con la integración original, grabaron dos canciones para el álbum recopilatorio Gurí, del sello Sondor. 
Con el sello Orfeo grabaron temas para las recopilaciones Herencias de nuestra tierra Y Uruguay y su folklore Vol. IX.
En 1983 grabaron con el sello Ceibo Tal vez mañana, su primer LP. La integración fue con Darcy Freitas, Altamar Rosas y «Beto» Díaz. El álbum solo pudo salir a la venta al año siguiente por problemas de censura con la dictadura cívico-militar en Uruguay. 
En 1986 volvieron a grabar con el sello Orfeo el LP De la esperanza. Este álbum alcanzó buenas cifras de ventas en 1987. Durante los años de reapertura democrática en Uruguay, el grupo realizó varias presentaciones en espectáculos organizados por el Servicio Paz y Justicia.
En julio de 1990 realizaron una gira por Argentina y Chile, que incluyó la participación en el «XI Festival de la Patagonia», en Punta Arenas, Chile. Compartieron escenario con Jorge Yáñez de Chile, Los Fronterizos y Los Tucu Tucu de Argentina. En este evento lograron dos premios por votación popular y un premio a la revelación del festival concedido por radio Polar. Gracias a estas presentaciones realizaron una gira por Francia y participaron en el Festival de Saintes.
Volvieron a grabar para el sello Sondor en 1992, el álbum Con todos puede ser. En julio de 1996 participaron en Francia de los Festivales de Verano. También participaron del 24 Festival Mundial de Folclore de Saintes, luego de lo cual realizaron una gira por otros festivales de la costa oeste francesa, como los de Saint-Malo, Saint-Palais, Saint-Suvant, Playa Palmira y otros. Compartieron escenarios con grupos musicales de todos los continentes. La gira continuo por Barcelona, Madrid, Segovia, París, Inglaterra, Las Palmas de Gran Canaria, etc.

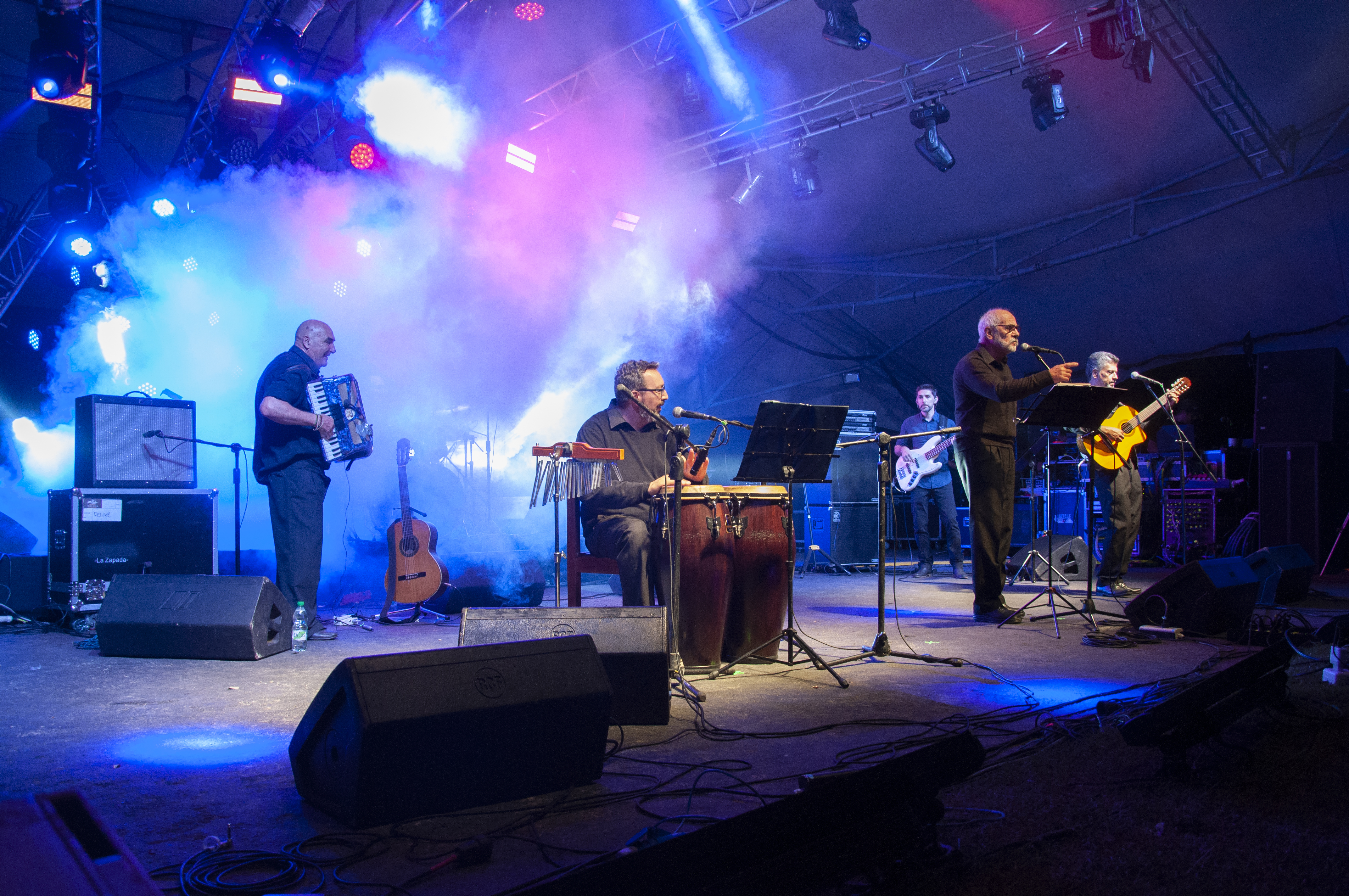
Los del Yerbal actuando en el escenario principal del Festival del Olimar 2024.

En 2001 editaron el CD De este tiempo. Tras obtener tres premios internacionales en Chile, decidieron incorporar nuevos ritmos latinoamericanos a su repertorio.
Entre junio de 2008 y junio de 2009 graban en el estudio MadreLuna,Descalzos Recuerdos para el sello  "Perro Andaluz".En este trabajo
participan como invitados "Pepe"Guerra,Eustaquio Sosa,Fernando Cabrera,Hector Numa Moraes,Alma García,Juan Carlos Lopez,Hugo Techera,Pecho E´Fiero,Roberto O Franco y Omar Valerio.Los arreglos vocales fueron de Darcy Freitas y los musicales de Alberto «Beto» Díaz, Fabián Fernández, Darcy Freitas y Miguel Gutiérrez. 
En 2010 fallece a los 67 años Alberto «Beto» Díaz, integrante del grupo por casi cuatro décadas.
Se integra al grupo la cantante Alma García.

## Discografía
- Tal vez mañana (1983)
- De la esperanza (1986)
- Con todos puede ser (1992)
- De este tiempo (2001)
- Descalzos Recuerdos (2009)

## Premios
- Aniversario 35 años A.G.A.D.U.
- Arte Maya Saintes - Francia, Julio - 1996
- Aniversario 30 Años Club Sparta, Colonia Valdence
- Charabón XI - Festival Punta Arenas,Chile
- Feria Internacional del Libro
- Festival Saint - Maló, Francia
- Galvano XI Festival Punta Arenas, Chile
- Premio Revelación XI Festival Punta Arenas, Chile
- Festival Saintes Francia
- 33 Años  Aporte a la Cultura A.G.A.D.U.
- Reconocimiento de Cooperativa Bancaria a Darci Freitas
- Años 2003,-2004,-2005-reciben el premio "GUYUNUSA".
- Año 2006-Reciben el premio "GUITARRA DEL OLIMAR".